# Anna und die Wölfe
Anna und die Wölfe (Original: Ana Y Los Lobos) ist eine spanische absurde Filmkomödie von Carlos Saura aus dem Jahr 1973. Geraldine Chaplin spielt eine ausländische Gouvernante, die in einem abgelegenen Herrenhaus die Kinder einer verzweigten Familie betreuen soll. Der Film ist mit der politischen Symbolik des Franco-Spaniens kodiert. Sauras Mama wird 100 Jahre alt aus dem Jahr 1979 war eine Art Fortsetzung. Anna und die Wölfe wurde 1973 im Wettbewerb der Filmfestspiele von Cannes gezeigt.

## Inhalt
Die junge Engländerin Anna tritt in Spanien ihre neue Arbeitsstelle als Kindermädchen für drei kleine Mädchen an. Nach und nach wird das Leben in der wohlhabenden Familie für Anna immer unheimlicher. Fernando, José und Juan, die drei erwachsenen Söhne des Hauses, verkörpern Tabuthemen der spanischen Gesellschaft der Franco-Ära: Kirche, Militär und Sexualität. Jeder der drei „Wolfsbrüder“ versucht auf seine Weise, Anna für seinen krankhaften Wahn zu missbrauchen. Anna macht sich zunächst darüber lustig, wird jedoch im Laufe der Zeit immer mehr in den grausamen Sog der Handlungen, die mit ihrer Vergewaltigung und Ermordung enden, hineingezogen.

## Interpretation
Im Gegensatz zu Sauras vorigem Film Garten der Lüste, bei dem verschiedene Zeitebenen komplex ineinander verschränkt sind, wird Anna und die Wölfe linear und in betont realistischem Stil erzählt bis zur sachlichen Darstellung des gewalttätigen Endes. Der Ort der Handlung ist auf das Haus und Grundstück beschränkt, der geschlossene Handlungsrahmen verstärkt das Gefühl eines Gefängnisses. Fotos, die sich durch den Film wie durch Sauras gesamtes Werk ziehen, schlagen die Brücke zur Vergangenheit. Bereits früh zeigen sich im Film Omen, die Anna noch nicht ernst nimmt: anonyme Briefe, eine vergrabene Puppe, ein künstlicher Vogel, auf den geschossen wird. Trotz der realistischen Darstellung bleibt am Ende offen, ob sich die grausamen Szenen in der Realität oder bloß im Alptraum Annas beziehungsweise im Wunschtraum der Brüder abgespielt haben.
Vorgeblich eine Familiengeschichte, wurde Anna und die Wölfe zumeist als Allegorie auf die spanische Gesellschaft des Franquismus verstanden. Die drei Brüder stellen dabei die Säulen der polizeilichen Gewalt, der religiösen Überhöhung und der bourgeoisen Libertinage dar, auf denen die spanische Gesellschaft beruhe. Die stürzende und von Todesahnungen bedrängte Mutter wurde als Personifikation des spanischen Staates selbst gewertet. Nach dem Ende des Franco-Regimes drehte Saura 1979 in derselben Besetzung die Komödie Mama wird 100 Jahre alt. In dieser war es nicht länger mehr Anna als Verkörperung des Humanismus, die ermordet werden sollte, sondern die Großmutter, die auf die junge spanische Demokratie den Schatten der düsteren Vergangenheit warf.

## Hintergrund
In einem Interview aus dem Jahr 1979 zählte Carlos Saura Anna und die Wölfe ebenso wie Die Jagd zu seinen „aggressiven Filmen“. Sie seien in einer Zeit entstanden, als seine „persönliche Aggression kulminierte, und es nur die Lösung gab, zu explodieren oder solche Filme zu machen.“ Er erklärte weiter: „Ich machte diesen Film, weil meine Mutter, wenn ich damals zu Hause von politischen, sexuellen oder religiösen Problemen reden wollte, immer sagte: Darüber spricht man nicht. Das gleiche sagte dann die spanische Zensur zu mir: Alles, was Sie wollen – außer Sex, Politik und Religion!“
Wie bei vielen seiner während der Zeit der Franco-Diktatur entstandenen Filme bekam Saura auch mit Anna und die Wölfe Probleme mit der spanischen Zensur. Die Behörden wollten den Film ursprünglich verbieten. Diktator Franco selbst traf am Ende die Entscheidung über die Zulassung des Films. Nach einer Vorführung entschied er, den Film ungeschnitten freizugeben: „Die Bilder seien exzellent und von seltener Schönheit, die Farben erlesen. Und was den Inhalt anbetreffe – den könne sowieso niemand verstehen.“ Warum der aggressive Film Anna und die Wölfe weniger heftige Reaktionen hervorrief als etwa Cousine Angélica, dessen Aufführungen von gewalttätigen Störungen der Falangisten begleitet waren, begründete Saura: „In Spanien wirkt der Film nicht aggressiv. Die Spanier sehen ihn mit Distanz. Wenn etwas allegorisch ist, macht es ihnen keine Angst“.

## Kritik
„Eine böse Parabel, in der die drei Stützen der spanischen Gesellschaft unter Franco karikiert werden – die unheilvolle Koalition aus Bourgeoisie, Kirche und Militär. Ein pessimistischer Film, der seine Kritik in komplexen, oft surrealistischen Bildallegorien verbirgt.“